# سرهی دمچوک
سرهی دمچوک (انگلیسی: Serhiy Demchuk؛ زادهٔ تاریخ ورودی نامعتبر است) شناگر اهل اوکراین است.